# Bagarmossen (stacja metra)
Bagarmossen – podziemna stacja sztokholmskiego metra, leży w Sztokholmie, w Söderort, w dzielnicy Skarpnäck, w części Bagarmossen. Na zielonej linii metra T17, między Kärrtorp a Skarpnäck. Dziennie korzysta z niej około 6 200 osób.
Stacja znajduje się około 19 metrów pod ziemią, na południe od Lagavägen i Lagaplanu. Posiada jedno wyjście zlokalizowane przy Rusthållarvägen. 
Stację otworzono 19 listopada 1958. Do 15 sierpnia 1994 była to stacja końcowa linii T17, oddano wówczas do użytku nowy peron i odcinek do Skarpnäck. Posiada jeden peron.

## Sztuka
- Kompozycja wielokolorowych podświetlanych tafli szkła, Gert Marcus, 1994
- Marmurowa posadzka, Gert Marcus, 1994

## Czas przejazdu
| Linia | Stacja    | Czas przejazdu | Stacja                                                   | Czas przejazdu                   |
| T17   | Åkeshov   | 38 min         | Skärmarbrink Gullmarsplan Slussen Gamla stan T-Centralen | 7 min 9 min 13 min 14 min 18 min |
| T17   | Skarpnäck | 2 min          | Skärmarbrink Gullmarsplan Slussen Gamla stan T-Centralen | 7 min 9 min 13 min 14 min 18 min |

## Otoczenie
W najbliższym otoczeniu stacji znajdują się:
- Bagarmossens skola
- Bagarmossens bollplan
- Berggolmsskolan
- Brotorps skola
- Brotorps bollplan
- Djursjkuhus